# Laval-en-Laonnois
Laval-en-Laonnois település Franciaországban, Aisne megyében. Lakosainak száma 248 fő (2022. január 1.). Laval-en-Laonnois Chevregny, Étouvelles, Monampteuil, Nouvion-le-Vineux, Urcel és Vaucelles-et-Beffecourt községekkel határos.

## Népesség
A település népességének változása:
| Lakosok száma | 146  | 163  | 202  | 242  | 252  | 250  | 250  | 244  | 241  | 248  |
|               | 1968 | 1982 | 1990 | 2006 | 2013 | 2015 | 2017 | 2019 | 2020 | 2022 |